# Irene Papas

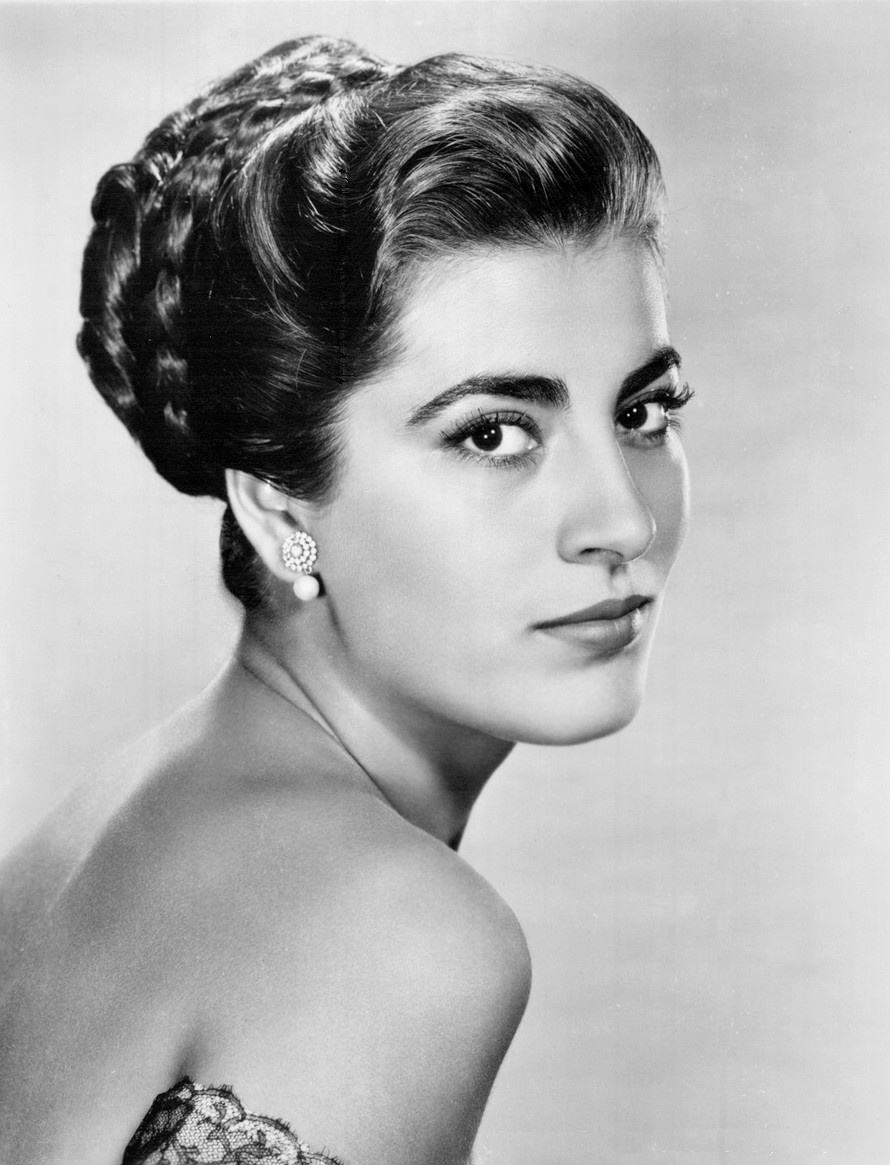
Irene Papas (1956)

Irene Papas (Grieks: Ειρήνη Παππά), geboren als Irini Lelekou (Grieks: Ειρήνη Λελέκου), (Chiliomodi (Korinthe), 3 september 1929 – aldaar, 14 september 2022) was een Griekse actrice en zangeres.

## Loopbaan
In het begin van haar filmcarrière was ze al in Griekenland een ster, maar ze brak internationaal door met haar rollen in films als The Guns of Navarone (1961), Zorba the Greek (1964), Anne of the Thousand Days (1969) en Z (1969). In Griekenland werd ze ook bekend als zangeres. Samen met Vangelis maakte ze twee albums; Odes (1979) en Rapsodies (1986). Ook werkte ze als zangeres mee aan het laatste album van Aphrodite's Child: 666.

## Filmografie (selectie)
- 1951: Nekri politeia
- 1953: The Man from Cairo
- 1953: Le infedeli
- 1954: Teodora, imperatrice di Bisanzio
- 1954: Attila
- 1956: Tribute to a Bad Man
- 1959: Bouboulina
- 1961: The Guns of Navarone
- 1961: Antigone
- 1962: Electra
- 1964: The Moon-Spinners
- 1964: Zorba the Greek
- 1967: A ciascuno il suo
- 1968: L'Odissea
- 1968: The Brotherhood
- 1969: Z
- 1969: A Dream of Kings
- 1969: Anne of the Thousand Days
- 1971: The Trojan Women
- 1971: Roma bene
- 1972: Piazza pulita
- 1972: Non si sevizia un paperino
- 1973: Sutjeska
- 1974: Le farò da padre
- 1976: The Message
- 1977: Iphigenia
- 1979: Cristo si è fermato a Eboli
- 1979: Bloodline
- 1981: Lion of the Desert
- 1983: Eréndira
- 1985: Into the Night
- 1987: Cronaca di una morte annunciata
- 1987: High Season
- 1990: Nirvana Street Murder
- 1994: Jacob
- 1998: Inquietude
- 2001: Captain Corelli's Mandolin
- 2003: Um Filme Falado

## Persoonlijk leven en overlijden
Van 1943 tot 1947 was ze getrouwd met regisseur Alkis Papas.
Papas leed sinds 2013 aan de ziekte van Alzheimer; ze overleed in 2022.